# Teddy Tetzlaff
Teddy Herbert Tetzlaff, dit "Terrible" Teddy, né le 5 février 1883 à Los Angeles et décédé le 8 décembre 1929 à Artesia (Californie), était un pilote automobile américain, également acteur de cinéma.

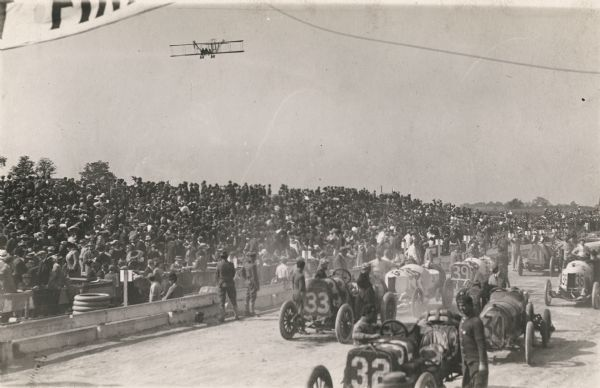
Grand Prix des États-Unis en 1912: "Terrible" Teddy est à bord de la Fiat no 34 (à Wauwatosa WI).

## Biographie
D'un tempérament plutôt "explosif" au volant, il débuta dans le championnat National américain AAA en 1909 sur Lozier. Évoluant ensuite sur Fiat de 1911 à 1913, il acquit alors ses principaux lauriers, avant de passer sur Maxwell en 1914 pour clore sa carrière, devenant ultérieurement consultant pour planifier et préparer plusieurs courses sur longues distances.
Il débuta une carrière cinématographique en 1912, en apparaissant brièvement dans son propre rôle anonymement lors de courts-métrages de Mack Sennett, puis il assura également certaines scènes de conduite automobile pour l'acteur Wallace Reid.
Son fils Ted Tetzlaff Jr. réalisa notamment Une incroyable histoire en 1949, Cinq heures de terreur en 1953,  et Le Fils de Sinbad, en 1955.

## Palmarès

### Résultats à l'Indy 500
- 2e en 1912, en partie grâce à son tout jeune pilote d'appoint Caleb Bragg (2e édition, sur Fiat d'E.E. Hewlett);
- 2 lignes de front (1912 et 1914);
- 4 participations consécutives, de 1911 à 1914 lors des quatre premières éditions de l'épreuve.

### Classement et principales victoires en championnat racing car AAA
(participation de 1909 à 1915, avec 20 départs, 3 victoires pour 4 podiums en 1912 -  5 "top 5"-, ainsi que 1 pole en 1914)
- Vice-champion U.S. National driving Championship car racing en 1912, sur Fiat S 61;
- 1912: Santa Monica race 3 (Free-For-All Race) et Tacoma (Washington, 200 miles) race 3 et 4 (kidnappé quelques jours avant la course contre rançon, il fut finalement libéré, sans échange).

### Grand Prix victorieux
- 1910 et 1912: Free-For-All Race à Santa Monica (sur Lozier, puis sur FIAT S.61).

### Records mondiaux de vitesse
- 1911 (19 mars): 100 miles (160 km), en  1:14:29, sur Lozier 40HP[3];
- 1914: 228[4], puis 229,85 km/h[5] sur la Blitzen-Benz no 2 200HP, pour le compte de la Moross Amusement Company d'Ernest Moross, au Bonneville Salt Flats (premières tentatives organisées sur ce lac salé -suivies de bien d'autres-, mais non homologuées, les enregistrements devant s'effectuer désormais par aller-retour en moins d'une heure à compter de cette année 1914).

## Filmographie
- 1913 : Mabel aux courses (The Speed Kings) de Wilfred Lucas, avec notamment Earl Cooper et Barney Oldfield dans leurs propres rôles
- 1919 : Le Démon de la vitesse (The Roaring Road) de James Cruze
- 1920 : Double Speed (en)
- 1921 : Too Much Speed (en)
- 1922 : Cent à l'heure (Across the Continent) de Phil Rosen